# 광견병 백신

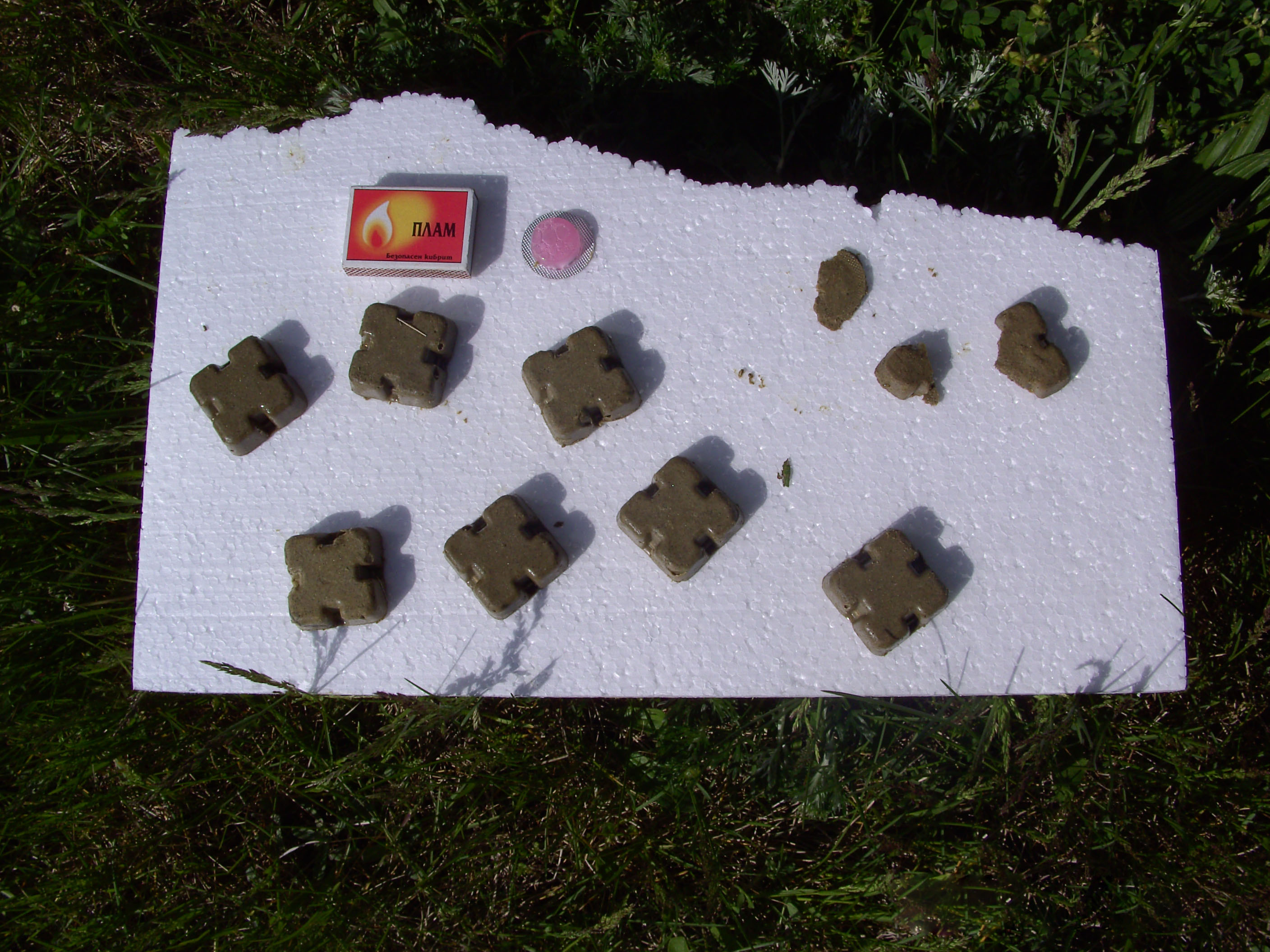

광견병 백신(Rabies vaccine)은 광견병을 예방하기 위한 백신이다. 광견병은 일단 증상을 보이면 거의 100%의 확률로 사망하므로 증상이 나타나기 전에 예방하여야 한다. 최초의 광견병 백신은 1885년에 도입되었고, 1908년에 개선된 버전이 도입되었다. 전 세계적으로 수백만 명의 사람들이 예방 접종을 받았으며, 이는 매년 250,000명 이상을 구하는 것으로 추정된다. 세계보건기구 필수 의약품 목록에 뇌수막염 백신이 등재되어 있다. 개발도상국은 44USD ~ 78USD의 비용으로 접종이 가능하다. 2014년 미국에서는 750USD의 비용으로 접종이 가능하다.

## 접종 방법

### 예방 접종 방법[7]
백신은 근육 주사로 3회 접종한다.
1. 1차 접종은 바로 접종한다.
2. 2차 접종은 1차 접종으로부터 7일째에 접종한다.
3. 3차 접종은 2차 접종으로부터 14일~21일 후에 접종한다.

2차 접종과 3차 접종 부위가 아프고 부을 수 있으나 그 정도는 대부분 경미하다. 그러나 드물게 심각한 알레르기 반응이 발생하기도 한다.
백신 접종을 통해 대부분의 사람들이 잔존 수명을 일정 수준 이상 영위할 수 있다. 그러나 보호 정도는 시간이 지남에 따라 감소하므로 노출이 계속될 가능성이 있는 경우, 주기적으로 검사를 받고 보호 항체의 수치가 낮으면 백신 추가 접종을 받는다.

### 물린 후 접종 방법[7]
광견병에 걸린 짐승에게 물렸을 경우 광견병 면역 글로블린과 백신을 접종하여 광견병을 예방할 수 있다. 하지만, 백신 및 면역 글로불린의 필요 여부는 환자의 이전 광견병 백신 접종 여부와 환자를 문 동물의 유형 및 상태에 따라 달라진다. 예를 들어, 의사는 다음을 조사해야 한다.
- 해당 동물이 박쥐, 개, 라쿤 또는 그 외의 동물인가?
- 동물이 아파 보였는가?
- 공격하기 전에 동물이 약이 오른 상태였는가?
- 동물을 감시할 수 있는가?

물렸거나 예방적 치료가 필요하거나 이전에 면역이 형성되지 않는 환자의 경우, 광견병 면역 글로불린 및 광견병 백신을 접종한다. 면역 글로불린은 가능한 경우 상처 주위에 주사한다.
1. 1차 접종은 바로 접종한다.
2. 2차 접종은 3일차, 7일차, 14일차에 백신을 3회 접종합니다.
3. AIDS 또는 약물 중독 등의 질환으로 면역계가 약화된 환자는 28일차에 추가 접종을 받습니다.

이미 백신을 접종받은 사람은 광견병 발병 위험이 낮다. 그러나 상처는 즉시 깨끗이 씻어야 하며, 광견병 백신 주사는 상처를 입은 직후와 3일차에 접종되어야 한다.

## 광견병 백신 접종 대상자[8]
- 수의사, 도축업자 및 동물 취급자
- 광견병 바이러스를 취급하는 실험실 연구원
- 야생동물 구호단체 회원
- 광견병 방역 사업 담당 공무원 및 관련 업무 종사자
- 적절한 의료시설이 없고 광견병의 발생이 높은 해외 지역을 여행하는 자